# El Borràs
El Borràs, també conegut com a Colònia Borràs, és una antiga colònia tèxtil al terme de Castellbell i el Vilar (Bages), a l'esquerra del riu Llobregat, que funciona administrativament com a cap del municipi. L'edifici de les turbines està catalogat com a bé cultural d'interès local.

## Història
Els Borràs era una família d'industrials del tèxtil de Manresa, lligada històricament amb els Burés. El 1846, Oleguer Borràs i Castelltort i Francesc Burés es van associar amb altres industrials per a posar en marxa una fàbrica de filatura i teixits de cotó a Manresa. Al cap de pocs anys, el 1851, Borràs i Burés compraren terrenys a Sant Joan de Vilatorrada, al peu del Cardener, per construir-hi dues noves fàbriques, la Fàbrica Borràs i la Fàbrica Burés, i vengueren a un tercer industrial manresà, Francesc Gallifa, la tercera part de les terres perquè hi construís la seva fàbrica. Els tres fabricants compartien l'ús de la resclosa i el canal. A més, les dues famílies van implicar-se en la vida política de Manresa i a finals del segle xix ocuparen diferents càrrecs a l'Ajuntament. Les relacions entre Els Borràs i els Burés es van estrènyer encara més amb el matrimoni de la filla dels Borràs amb l'hereu dels Burés, tot i que també van passar èpoques de tensions i males relacions quan ambdues famílies competien per buscar terrenys i construir noves fàbriques i fer front a la important demanda del moment. Fou aleshores quan junts, Oleguer Borràs i el seu gendre, Esteve Burés, escolliren terrenys a Castellbell i Vilar, prop de la Bauma, i fou l'origen de les dues colònies germanes.
La colònia Borràs va sorgir entorn de la fàbrica de filats i teixits de cotó que hi va aixecar entre el 1872 i el 1875 el manresà Ignasi Borràs i Pons, fill d'Oleguer Borràs.
Com a totes les colònies de riu, les obres van començar per la construcció de la resclosa i el canal, a la qual seguí la fàbrica. Durant aquests anys de construcció, els obrers dormien en barraques i menjaven en cantines improvisades. També va caldre millorar la comunicació amb l'estació de ferrocarril de la línia Barcelona-Saragossa, l'enllaç amb la carretera de Montserrat sobretot l'enllaç amb Manresa. El 1877, la primera fàbrica fou arrendada a Josep Salgot, i poc temprés després, la segona als germans Frederic i Jaume Ricart i Gibert.
El Borràs era una tipologia de colònia desenvolupada, ja que inicialment comptava amb edificis de serveis, església i torre de l'amo, encara que el creixement urbà posterior li hagi canviat el caràcter, i hagi acabat amb l'aparença d'un poble allargassat. La torre de l'amo coneguda com a casa del cap, era construïda al peu de la carretera, i tot i que inicialment fou concebuda com a residència de la família, aviat fou ocupada per les germanes dominiques que regentaven l'escola de noies, instal·lada primer als baixos de l'edifici d'habitatges conegut com les galeries. També a la torre hi funcionà, des de 1909, l'escola nocturna per a nois i l'escola dominical per a noies per a aprendre a cosir i brodar. Més endavant, les dominiques foren substituïdes per la congregació del Sagrat Cor que, a més de l'ensenyament, tenia cura de la guarderia i del menjador dels nens. Pel que fa als serveis, des de principis del segle xx hi havia la sala de Cal Brunet, amb cafè, ball i sala de cinema. Aquests edifici fou batejat el 1914 amb el nom de Ateneo Borrenense. El 1922 s'inaugurà el Casino, que acollia barberia, cafè i una espaiosa sala de cinema, s'hi aplegà el Cor i l'Orfeó, i s'hi organitzaven tota mena d'actes esportius i culturals.
Els anys de la postguerra va viure una nova etapa d'esplendor, època de renovat paternalisme, amb més de 500 treballadors ocupats. El 1972, després de diverses vicissituds i aprofitant el pla de reconversió del sector tèxtil, sorgí l'empresa Torcidos Ibéricos SA, que hi mantingué l'activitat fins al 2003, quan va tancar les portes definitivament.

## Descripció
És situada a 188 m d'altitud, sota el turó del Vilar, a un 1 km aigua avall del Burés i al nord-oest de la Bauma de Castellbell. Està comunicat amb el Burés i amb la Bauma per la carretera local BP-1121, amb el Vilar per la BV-1273 i amb Rellinars per la B-122. Al raval de l'Estació hi ha l'estació de Castellbell i el Vilar - Monistrol de Montserrat de la línia Barcelona-Lleida d'ADIF. El Borràs allotja la major part dels serveis i comerços del municipi: l'Ajuntament, la biblioteca Maria Malla, el Casino, el casal del pensionista, l'escola de primària, l'Institut SES Bages Sud, l'Escola Bressol Colors, un consultori mèdic, el camp d'esports, el poliesportiu, la piscina i un parell de polígons industrials, un dels quals al baix Vilar, tocant al Burés. L'església, dedicada a Sant Antoni Maria Claret, data del 1961 i va substituir Santa Maria del Vilar com a seu de la parròquia.
L'edifici de les turbines, construït a principis del segle xx, està format per tres cossos longitudinals de planta rectangular (un d'ells, de menors dimensions) adossats a la banda posterior de l'edifici principal de la fàbrica, al costat del Llobregat. El cos d'un dels extrems presenta una sola planta amb coberta a dues aigües de teula àrab i carener perpendicular a la façana principal, i un entaulament que es repeteix al cos de l'altre extrem. Aquest, en canvi, té planta baixa i pis, i la façana que dona al riu presenta diverses obertures, quadrades a la planta baixa i rectangulars al primer pis. El parament és arrebossat i pintat.
D'altra banda, el que més configura la fesomia de la colònia són els habitatges dels treballadors, que eren plurifamiliars i seguien un patró molt comú: cuina-menjador amb llar de foc, fogons i aigüera, quatre habitacions, un rebost, i alguns amb galeria exterior, on hi havia la comuna.